# 皮利什紅堡

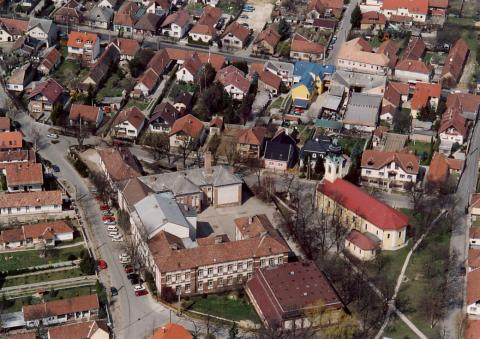

皮利什紅堡是匈牙利的城鎮，位於該國北部，距離首都布達佩斯18公里，由佩斯州負責管轄，面積24.3平方公里，2011年人口13,709，其中約七成居民信奉天主教。

## 外部連結
- Street map （页面存档备份，存于） （匈牙利文）